# Ледяной дом

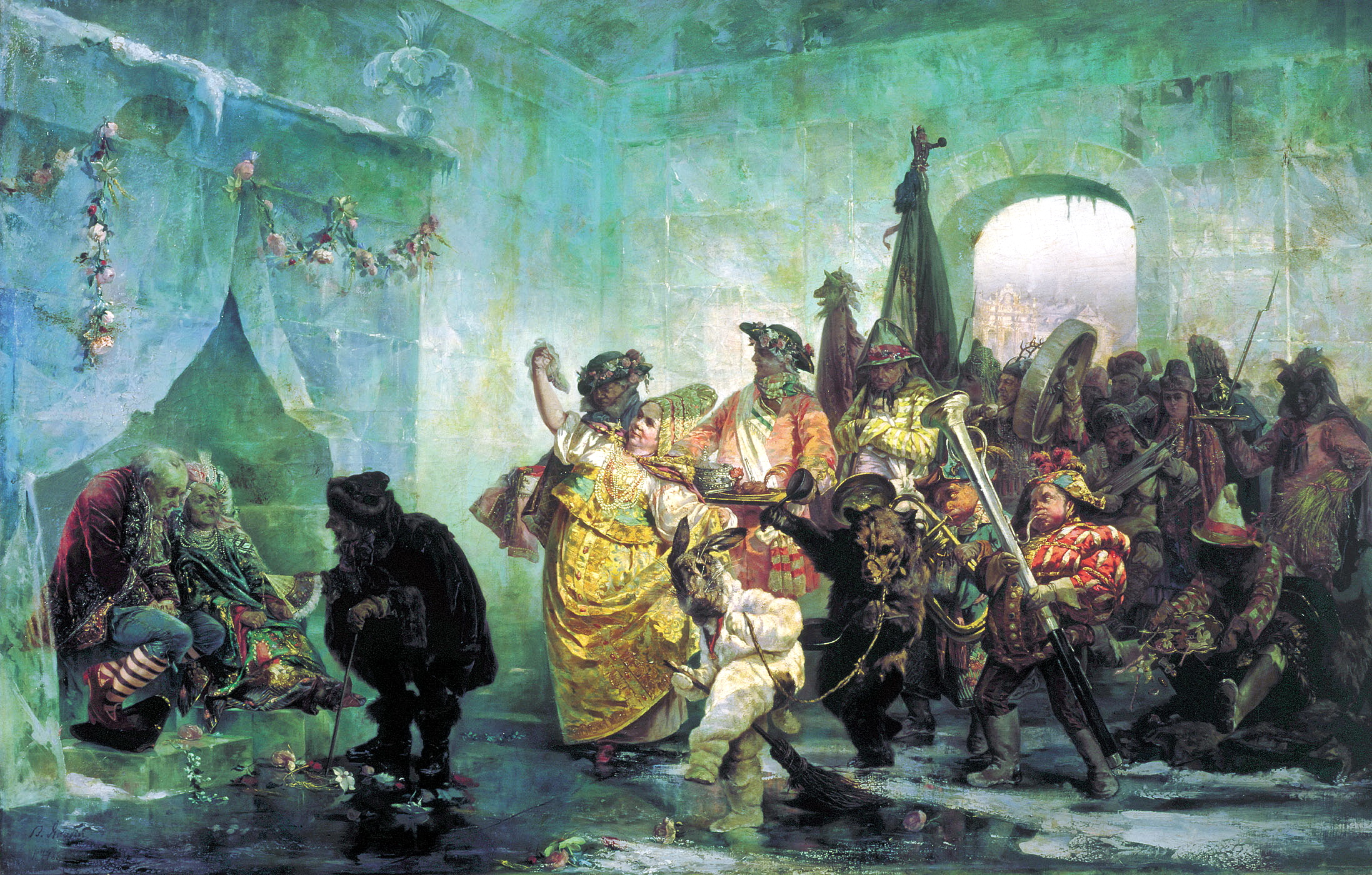
Валерий Якоби. «Ледяной дом», 1878. Государственный Русский музей.

Ледяно́й дом — одна из забав императрицы Анны Иоанновны, которая была придумана камергером Алексеем Татищевым в 1740 году.

## История

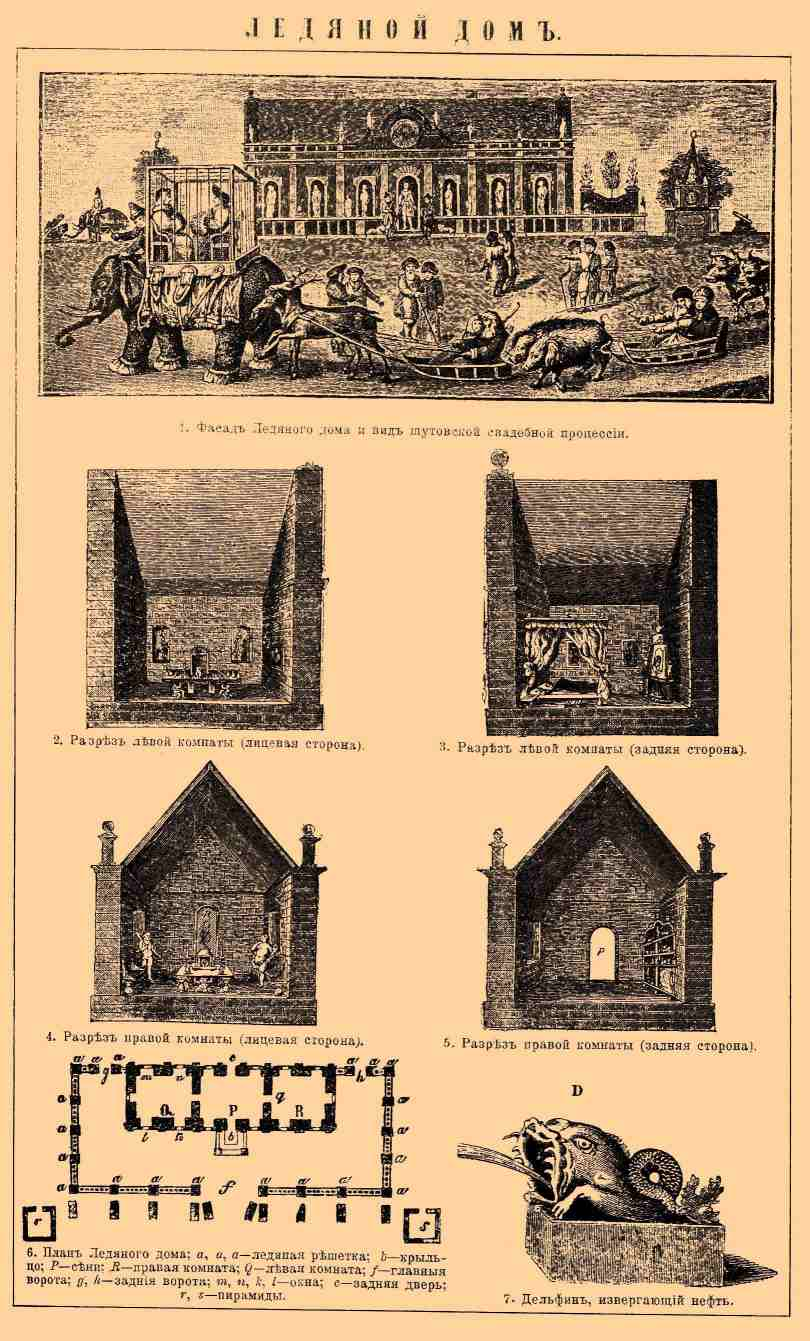
Ледяной дом

Дом был построен для шутовской свадьбы князя М. А. Голицына и А. И. Бужениновой. Строительством руководила «маскарадная комиссия», во главе которой стоял кабинет-министр А. П. Волынский. Дом был построен на Неве между Адмиралтейством и Зимним дворцом. Для развлечения были привезены около 300 человек различных народов, одетых в национальные костюмы и игравших на музыкальных инструментах. Свадьба состоялась 6 (17) февраля 1740 года, дом растаял в апреле 1740 года.
В 1888 году московский антрепренер А. И. Александров инициировал создание в Санкт-Петербурге копии Ледяного дома 1740 года, описанного историками, романистами, включая И. Лажечникова, и изображенного художниками, такими как В. Якоби. Первоначальные запросы на размещение сооружения на льду Невы напротив Летнего сада, в Михайловском саду или Румянцевском сквере были отклонены; рассматривались также Марсово поле и Зоологический сад. В итоге Ледяной дом был построен в саду «Аквариум» и открыт 18 января 1888 года. Мероприятие сопровождалось анонсами пантомимы «Свадьба шута в Ледяном доме 1740 года», запланированной на 6 февраля, и сообщениями о приезде самоедов. Постройка вызвала значительный общественный интерес, что отразилось в повышенном спросе на роман И. Лажечникова в период работы Ледяного дома, а информация о подготовке и открытии объекта освещалась всеми городскими газетами.
В январе – феврале 2006 года на Дворцовой площади силами арт-центра «Ледовая студия» был возведен Ледяной дом, за основу были взяты гравюры из книги г. Крафта. Запланированное на 6 февраля открытие, дата которого совпала с днем исторической шутовской свадьбы и днем поминовения Св. Ксении Блаженной, вызвало общественный резонанс, в связи с чем его перенесли на два дня позже. Событие получило широкое освещение в средствах массовой информации. Основным сходством с историческим прототипом 1740 года являлся материал постройки – лед, обеспечивающий необычный вид сооружения. Отмечалось, что историческая достоверность в остальном была соблюдена лишь в общих чертах, а в оформлении интерьера присутствовали искусственные растения.

## Архитектура
Архитекторами дома были П. М. Еропкин и академик Г. В. Крафт. Дом был возведён из ледяных блоков, которые скреплялись водой. Размеры дома: длина 17,1 м, ширина 5,3 м, высота 6,4. Всё внутреннее убранство и утварь тоже были изготовлены изо льда, в том числе стол, табуретки, чашки, игральные карты, цветы и т. п.

## В искусстве
- И. И. Лажечников. «Ледяной дом» (1835, роман).
- Корещенко, А. Н., «Ледяной дом» (опера).
- «Ледяной дом» (фильм, 1928).
- В. С. Пикуль. «Слово и дело» (1961—1971).
- Ю. М. Нагибин. «Квасник и Буженинова».
- «Баллада о ледяном доме»; музыка — Давид Тухманов, слова — Анна Саед-Шах[1].
- Жюль Верн. «Путешествие и приключения капитана Гаттераса» (1866, роман, часть 2, глава 6).